# Andoni Monforte Arregui
Andoni Monforte Arregui (ur. 12 czerwca 1946 w Mallabii) – hiszpański i baskijski polityk, prawnik oraz samorządowiec, członek Kongresu Deputowanych, od 1986 do 1989 eurodeputowany II kadencji.

## Życiorys
W 1968 ukończył studia prawnicze na Uniwersytecie w Walencji. Od 1972 do 1977 pracował jako dyrektor ds. personelu w ramach spółdzielni Mondragon w Arrasate.
Zaangażował się w działalność Nacjonalistycznej Partii Basków. W 1977 wybrany do Zgromadzenia Konstytucyjnego, w 1979 i 1982 uzyskiwał reelekcję już do Kongresu Deputowanych I i II kadencji. Jednocześnie w latach 1978–1980 pozostawał asesorem ds. zdrowia i zabezpieczenia społecznego we władzach Kraju Basków, a w latach 1980–1983 zastępcą reprezentanta Hiszpanii w Zgromadzeniu Parlamentarnym Rady Europy.
Od 1 stycznia 1986 do 5 lipca 1987 był posłem do Parlamentu Europejskiego w ramach delegacji krajowej, w 1987 wybrano go w wyborach powszechnych. Przystąpił do Europejskiej Partii Ludowej, od 1987 do 1989 był wiceprzewodniczącym Delegacji ds. stosunków z państwami Ameryki Południowej. W latach 1989–1991 zastępca asesora ds. handlu we władzach Kraju Basków. Później powrócił do praktyki prawniczej, został prezesem firmy Eurocom i szefem zrzeszenia supermarketów w Walencji.

## Życie prywatne
Żonaty z Carmen Duart Tudelą, ma dwoje dzieci.